# Хулімсунт
Хулімсу́нт (рос. Хулимсунт) — селище у складі Березовського району Ханти-Мансійського автономного округу Тюменської області, Росія. Адміністративний центр Хулімсунтського сільського поселення.
Населення — 1349 осіб (2010, 1748 у 2002).
Національний склад станом на 2002 рік: росіяни — 65 %.
Раніше існувало два населених пункти — селище Сосьва та село Хулімсунт, які були об'єднані.